# Імператор Темму
Імператор Те́мму (яп. 天武天皇, てんむてんのう, тенму тенно; 631 (?) — 1 жовтня 686) — 40-й Імператор Японії, синтоїстське божество. Роки правління: 20 березня 673 — 1 жовтня 686.

## Життєпис
Син імператора (тенно) Дзьомея та імператриці Коґьоку. Після смерті батька перебував під опікою матері. Після сходження на трон його старшого брата Тендзі був змушений вести сумирне життя, щоб не бути запідозреним у політичних амбіціях. Він одружився з донькою свого брата, а у 671 році відмовився від посади спадкового принца та перебрався до провінції Ямато, де оголосив про намір стати ченцем.
Після смерті у 672 році Тендзі та сходження на трон небожа Отомо (під ім'ям Кобун) Темму зібрав військо та вирішив боротися за владу. Ця війна отримала назву смута Дзінсін. Зрештою у 673 році Темму переміг Кобуна (останній наклав на себе руки) й став новим тенно (імператором).
У 673 році переносить столицю держави до Ямато, яка отримує назву Асука. У внутрішній політиці намагався наслідувати правила буддизму. Імператор побудував кілька великих буддійських храмів й монастирів, зокрема Якусі (680 року). Водночас намагався створити суто японський зразок буддизму. У 675 році заборонив вживання м'яса. Разом з тим сприяв посиленню позицій синтоїзму в країні. Під час його правління посилено зв'язок між імператорською династією і святилищем Ісе (присвяченим богині-предку імператорів Аматерасу), відправивши свою доньку принцесу Оку як новостворену сайсю святині.
Вагомим внеском Темму є впровадження для країни назви Ніппон, в напис якої входить ієрогліф зі значенням сонце (зберігається дотепер). Також саме він впровадив титул тенно (небесний імператор).
У зовнішній політиці намагався послабити вплив Китаю — 676 року уклав союз з корейською державою Об'єднана Сілла, яка захопила увесь Корейський півостров, та розірвав відносини з імперією Тан.
Окрім того, багато зробив для зміцнення імператорської влади, посунувши аристократів (роди Отомо й Сога) — його сини обіймали ключові державні посади. 679 року на урочистостях він взяв присягу з 6 своїх синів, щоб вони діяли спільно та не повставали один проти одного.
681 року оголосив план впровадження ріцурьо, але не встиг його втілити. 683 року було оголошено принца Кусакабе спадкоємцем трону. Разом з тим імператор передав право іншому синові — принцу Оцу — керувати судовими справами.
686 року помер від якоїсь хвороби. Владу перебрала його дружина Уноносасарра, відома як імператор Дзіто.